# 略奪愛
略奪愛（りゃくだつあい）とは、すでに結婚している、もしくは恋人がいる相手の恋仲を引き裂き、自分と恋愛関係に持ち込むこと。

## 概要
略奪愛を行う人間は独占欲が強く、浮気相手という立場に満足せず、本命と別れさせることで自分にだけ愛情を注がせるように仕向け、欲求を満たそうとする。
外から見た恋仲の結束力にも注目され、結婚している夫婦の場合に「略奪愛」という言葉が用いられることが多い。だが、事実婚でなくてもかなり親しい恋仲の場合にも「略奪愛」という言葉が用いられることがある。
相手が本命と別れさせるために自分との性的魅力や金銭魅力などをアピールしたり、本命の交際相手のデメリット情報を流して相手が本命と交際関係を維持することにメリットがないように思わせたり、相手が本命と別れなければ自分から別れることをチラつかせて相手が自分の魅力を選ばさせるという手法を取ることが多い。略奪愛において、自分との性的魅力のアピールをする過程で二股を前提とした性行為を行うことが多い。
相手にパートナーがいることを知らないまま交際し、結果として相手がパートナーと別れて自分と交際をするようになることもあるが、その場合は自覚がなかった点を重視して「略奪愛」とは言わないことが多い。
略奪愛が起こった場合、対象者のパートナーは恋仲を引き裂かれたことによって失恋となる。また、結婚及び婚約していた場合、その関係が破綻したことを社会に露見することなどで対象者のパートナーは不幸せになることがある。しかし、結婚をしている場合は不倫となることから、不倫関係が相手の配偶者に露見された場合は、民事訴訟の対象になることがある。

## 関連書籍
- 家田荘子『略奪愛のルール』（大和出版）
- 島田佳奈『人のオトコを奪る方法』（大和書房）

## 関連映画
- 危険な情事 Fatal Attraction（1987年、アメリカ映画） - 主演：マイケル・ダグラス、グレン・クローズ
- 略奪愛（1991年、東映） - 主演：黒木瞳